# Алфа Умар Конаре
Алфа Умар Конаре (Alpha Oumar Konaré; 2. фебруар 1946) је бивши председник Малија од 1992. до 2002. године.

## Биографија
Рођен је 1946. године у месту Кајес, као четврто дете учитеља и домаћице. Студирао је на универзитетима у Сенегалу и Бамаку, те довршио студиј историје на Универзитету у Варшави од 1971. до 1975. године. После тога се запослио као предавач у Малију и био члан неколико академских организација.
У политику се укључио 1967. године, а 1978. је прихватио функцију министра за омладину, спорт и уметност и културу. године 1991, покренуо је прву радио-станицу у Малију.
Након пада Мусе Траореа 1991. године, привремени комитет на челу с Амадуом Туманијем Туреом организовао је 1992. председничке изборе на којима је победио Конаре, освојивши 69,01% гласова. Освојио је и други мандат на председничким изборима 1997. године.
Његова два мандата обележило је сузбијање побуне Туарега на северу земље и децентрализација владе, али је корупција и даље остала велики проблем.
Рехабилитовао је првог председника Модиба Кејту, подигавши му споменик 1999. године. Противећи се смртној казни, укинуо је осуду на смрт бившег председника-диктатора Мусе Траореа и његове супруге 2002. и преиначио ју у доживотни затвор.
Уред председника напустио је 2002. године, препустивши га победнику на изборима, Амадуу Туманију Туреу.
У септембру 2021, Алфа Умар Конаре хитно је хоспитализован у болници Шеик Зајид у Рабату, Мароко.
Данас је активан у неколико афричких економских организација.